# Canibalismo en Asia

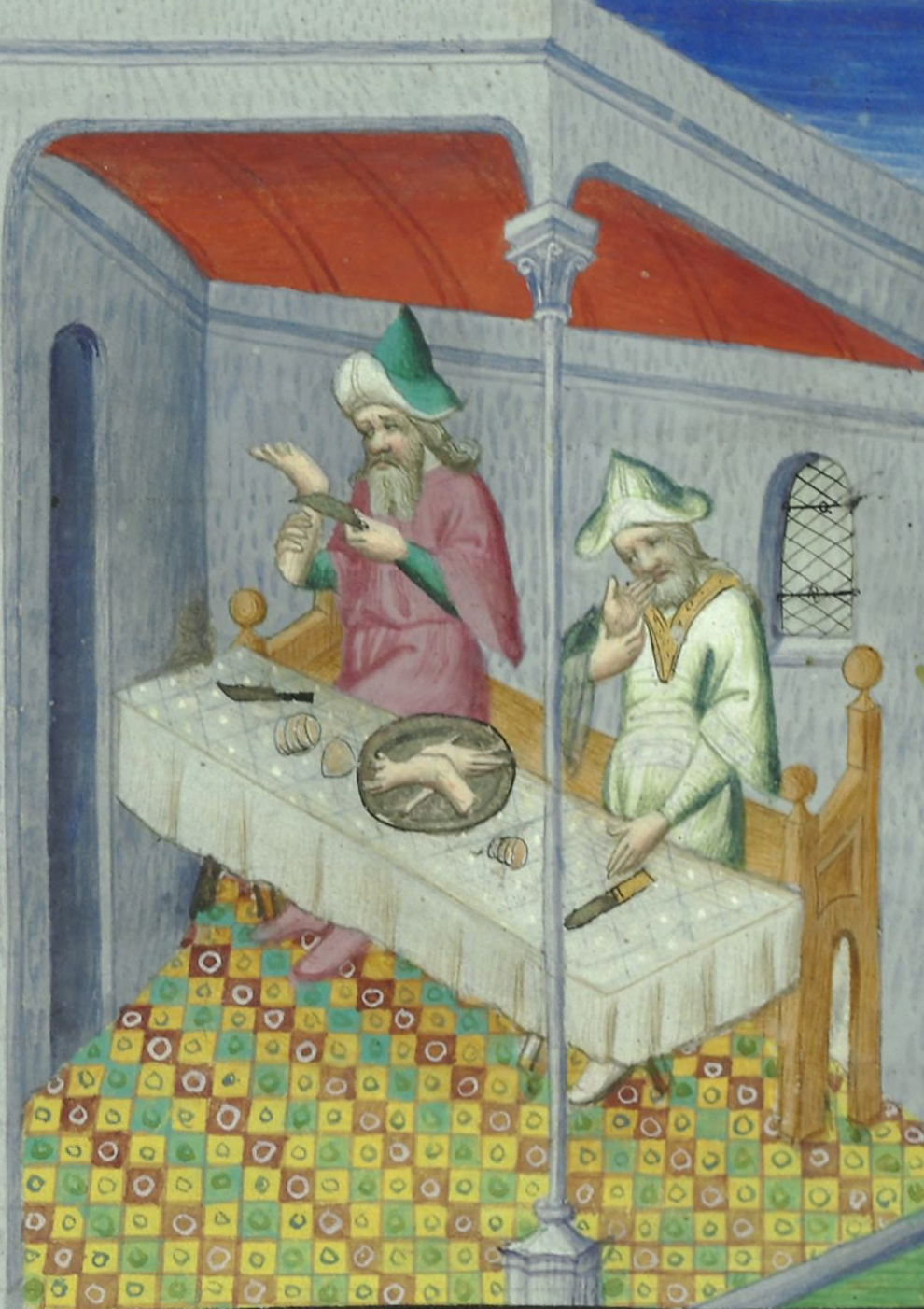
Representación fantasiosa del canibalismo en China, extraída de una edición del de Los viajes de Marco Polo.

Se han registrado casos de canibalismo en Asia en diversas partes del continente, desde la antigüedad hasta el siglo XXI. El canibalismo humano en Asia está especialmente bien documentado en China y en las islas que hoy pertenecen a Indonesia.
La historia del canibalismo en China es polifacética y abarca desde casos motivados por la escasez de alimentos durante hambrunas y guerras hasta prácticas culturalmente aceptadas motivadas por la venganza, las creencias médicas e incluso el placer culinario. Los registros de las Historias Oficiales de las Dinastías de China documentan más de trescientos episodios de canibalismo, muchos de ellos considerados una forma inevitable de escapar de la inanición. El canibalismo también se empleaba como forma de venganza, con individuos y funcionarios del Estado que consumían la carne de sus enemigos para humillarlos y castigarlos aún más. Las Historias Oficiales también documentan múltiples casos de canibalismo voluntario, a menudo protagonizados por individuos jóvenes que ofrecían parte de su carne a familiares enfermos como forma de tratamiento médico. Diversos informes, sobre todo de la historia temprana y la Edad Media, indican que la carne humana también se servía en suntuosos banquetes y que algunos la consideraban un manjar exótico. En general, los relatos de la historia china sugieren que la gente tenía menos reparos que hoy en día a la hora de comer carne humana.
Los episodios de canibalismo en China continuaron en el siglo XX, especialmente durante la hambruna del Gran Salto Adelante (1958-1962). Durante la Revolución Cultural (1966-1976), parece que se produjeron múltiples casos motivados por el odio y no por el hambre.
En Sumatra, las prácticas caníbales están documentadas especialmente para los siglos XIV y XIX y las víctimas típicas eran niños comprados, los enemigos muertos o capturados y los criminales ejecutados. En la vecina Borneo, algunos dayak comían carne humana, sobre todo durante expediciones de caza de cabezas y campañas bélicas. En ambas islas y también en China, se alababa la carne humana por su extraordinaria delicia. Los relatos del siglo XX y principios del XXI indican que el canibalismo de enemigos despreciados podía seguir produciéndose durante episodios de violencia masiva, como las matanzas indonesias de 1965-1966 y, más recientemente, el conflicto de Sampit.
Se han registrado casos de canibalismo por hambruna en Corea del Norte a mediados de la década de 1990 y en periodos posteriores de inanición, pero su prevalencia es objeto de debate. Diversos informes indican que algunos soldados japoneses comieron carne humana durante la Segunda Guerra Mundial, motivados por el hambre o a veces por el odio.

## Irán
A principios del siglo XVI, los qizilbash del safávida Ismaíl I fueron acusados de canibalismo.

## India
Los Aghori son ascetas indios que creen que comer carne humana les proporciona beneficios espirituales y físicos, como la prevención del envejecimiento. Afirman que solo se comen a quienes han cedido voluntariamente su cuerpo a la secta tras su muerte, pero un equipo de la televisión india presenció cómo un Aghori se daba un festín con un cadáver descubierto flotando en el Ganges y un miembro de la casta Dom informó de que los Aghori suelen llevarse cuerpos de los ghats de cremación (piras funerarias).

## China

### Dinastía Yuan
El canibalismo se ha descrito repetidamente a lo largo de la bien documentada historia de China. El sinólogo Bengt Pettersson halló referencias a más de trescientos episodios diferentes de canibalismo solo en las Historias Oficiales de las Dinastías. La mayoría de los episodios se produjeron en situaciones de hambruna o guerra y también estuvieron motivados por venganza o por razones médicas. Más de la mitad de los episodios registrados en las Historias Oficiales describen casos provocados por la escasez de alimentos durante hambrunas o en tiempos de guerra. Pettersson observó que los registros de tales sucesos "ni alentaban ni condenaban" el consumo de carne humana en tales circunstancias, sino que lo aceptaban como una forma inevitable de "hacer frente a una situación que ponía en peligro la vida".
En otros casos, el canibalismo era una forma de venganza o castigo: comerse el corazón, el hígado o a veces el cuerpo entero, de los enemigos asesinados era una forma de humillarlos aún más y saciar la venganza. Tanto particulares como funcionarios del Estado se dedicaron a estos actos, especialmente entre los siglos IV y X de nuestra era, aunque en algunos casos continuó hasta el final de la China Imperial (1912). Solo en las Historias Oficiales se enumeran más de setenta casos. En la guerra, la carne humana podía comerse por falta de otras provisiones, pero también por odio al enemigo o para celebrar la propia victoria. No solo los combatientes enemigos, sino también sus "sirvientes y concubinas eran cocinados al vapor y devorados", según un relato.
Al menos desde la dinastía Tang (618-907), el consumo de carne humana se consideraba un tratamiento médico muy eficaz, recomendado por el Bencao Shiyi, un influyente libro de referencia médica publicado a principios del siglo VIII, así como en manuales similares posteriores. Junto con el ideal ético de la piedad filial, según el cual los jóvenes debían hacer todo lo posible por mantener a sus padres y suegros, esta idea dio lugar a una forma única de canibalismo voluntario, en el que un joven se cortaba parte de la carne de su cuerpo y se la daba a su padre o suegro enfermo para que la consumiera. La mayoría de los donantes eran mujeres, a menudo nueras del enfermo.

La nuera devota se ataba el muslo o el brazo con fuerza con una prenda de vestir. Con un cuchillo muy afilado le cortaba rápidamente un trozo del brazo o del muslo. La carne se mezclaba inmediatamente con la sopa o las gachas, que se habían calentado durante la preparación, y se ofrecía a la suegra o al suegro moribundo.

Las Historias Oficiales describen más de ciento diez casos de este tipo de ofrendas voluntarias entre principios del siglo VII y principios del siglo XX. Aunque estos actos eran (al menos nominalmente) voluntarios y los donantes solían (aunque no siempre) sobrevivir a ellos, varias fuentes también informan de niños y adolescentes que fueron asesinados para que su carne pudiera ser ingerida con fines médicos.
Durante la dinastía Tang, las fuerzas rebeldes supuestamente recurrieron al canibalismo a principios del periodo (se decía que asaltaban las zonas vecinas en busca de víctimas para comer) y (a gran escala) tanto soldados como civiles durante el asedio de Suiyang, un episodio decisivo de la rebelión de An Lushan. El consumo del corazón y el hígado del enemigo también se mencionó en repetidas ocasiones como una característica tanto de los castigos oficiales como de la venganza privada. Las últimas décadas de la dinastía estuvieron marcadas por rebeliones a gran escala, durante las cuales tanto los rebeldes como los soldados regulares masacraron a prisioneros para alimentarse y mataron y se comieron a civiles. Según varias Historias Oficiales, a veces, "los rebeldes capturados por las tropas gubernamentales eran, incluso, vendidos como alimento". Al mismo tiempo, los señores de la guerra también recurrían a la venta de carne humana para financiar sus rebeliones. Un viajero árabe que visitó China durante esta época observó con sorpresa: "el canibalismo es permisible para ellos según su código legal, pues comercian con carne humana en sus mercados".
Las referencias al canibalismo del enemigo también aparecen en la poesía de la posterior dinastía Song (960-1279), por ejemplo, en Hombre Jiang Hong, aunque tal vez tengan un significado simbólico que expresa odio hacia el enemigo. Las Historias Oficiales que cubren este periodo registran varios casos de rebeldes y bandidos que se comían la carne de sus víctimas. Desde esta época, el eufemismo "oveja/cabra de dos patas" (兩腳羊 - liǎngjiǎoyáng) se utilizaba a veces para referirse a los humanos que eran comidos o pretendían ser comidos.
A veces se cortaba la carne de los criminales ejecutados y se vendía para su consumo. Durante la dinastía Tang, una ley prohibía esta práctica, pero no está claro si se aplicó efectivamente. La venta de carne humana también se menciona repetidamente durante las hambrunas en relatos que van desde el siglo VI hasta el XV. Varios de estos relatos mencionan que la carne animal seguía estando disponible, pero se había vuelto tan costosa que pocos podían permitírsela. Según uno de estos informes, la carne de perro era cinco veces más cara que la humana. En ocasiones, los hombres pobres vendían a sus mujeres o hijos a carniceros que los sacrificaban y vendían su carne. El canibalismo en situaciones de hambruna parece haber sido generalmente tolerado por las autoridades, que no intervenían cuando se producían tales actos.
Varios relatos sugieren que, en ocasiones, se comía carne humana por motivos culinarios. Una anécdota contaba que el duque Huan de Qi (siglo VII a. C.) afirma que sentía curiosidad por el sabor del "niño al vapor", después de haber comido ya todo lo demás. Su cocinero supuestamente mató a su hijo para preparar el plato y el duque Huan lo juzgó "la mejor comida de todas". En épocas posteriores, hombres ricos, entre ellos un hijo del emperador del siglo IV Shi Hu y un hombre "abierto y de espíritu elevado" que vivió en el siglo VII de nuestra era, servían la carne de mujeres o niños comprados durante fastuosos banquetes. El sinólogo Robert des Rotours, observó que, si bien tales actos no eran habituales, no parecen haber sido raras excepciones; los anfitriones no tenían que enfrentarse al ostracismo ni a la persecución legal. Key Ray Chong llegó incluso a la conclusión de que "el canibalismo erudito se practicaba a menudo... por aprecio culinario y se preparaban platos exóticos de carne humana para los hastiados paladares de la clase alta".
Las Historias Oficiales mencionan a funcionarios del siglo X a los que les gustaba comer carne de bebés y niños, y durante la dinastía Jin (1115-1234), parece que la carne humana estaba fácilmente disponible en casa de un general, que supuestamente se la sirvió a uno de sus invitados como broma. Los relatos de los siglos XII a XIV indican que tanto soldados como escritores alababan esta carne como particularmente deliciosa, considerando especialmente la carne de los niños como insuperable en sabor.
Pettersson observó que, en general, la gente parece haber tenido menos reservas sobre el consumo de carne humana de lo que cabría esperar hoy en día. Mientras que el canibalismo de supervivencia durante las hambrunas se consideraba una necesidad lamentable, los relatos que explicaban la práctica como debida a otros motivos, como la venganza o la piedad filial, eran en general incluso positivos.

### Dinastías Ming y Qing
Varios informes de principios de la Edad Moderna indican que el canibalismo se seguía practicando durante las hambrunas, cuando se agotaban otras provisiones. Especialmente durante la caótica transición de la dinastía Ming a la Qing en el siglo XVII, las hambrunas severas provocaron repetidamente casos de canibalismo. Durante una hambruna en 1622, las tropas gubernamentales se dedicaron a proporcionar carne humana, "descuartizaban y vendían abiertamente a la gente en un mercado donde un jin (alrededor de 600 gramos) de carne podía cambiarse por un liang (alrededor de 40 gramos) de plata". Alrededor de 1640, una sequía en Henan y Shandong llegó a ser tan grave que "las mujeres y los bebés eran dispuestos en el mercado como alimento humano y eran vendidos por los matarifes igual que el cordero y el cerdo". A veces, mujeres y niños eran sacrificados en las trastiendas de las carnicerías mientras los clientes esperaban la carne fresca. Unos años más tarde, en Sichuan, "cientos de jóvenes y débiles" eran secuestrados, asesinados y devorados; en los mercados, la carne de los hombres se vendía a un precio algo inferior a la de las mujeres, que se consideraba más sabrosa.
Informes contemporáneos indican que en Shaanxi (situada entre Henan y Sichuan) el canibalismo llegó a ser tan común a principios del periodo Qing que el gobierno local "sancionó oficialmente" la venta y el consumo de carne humana. Los carniceros se dedicaban legalmente a matar a las personas que les vendían para luego "vender su carne"; también se servían platos a base de carne humana en los restaurantes. La Historia de Ming, una de las Historias Oficiales de las Dinastías que documentaron los actos caníbales, los aceptaba como inevitables en tiempos de crisis. "Cuando se ven abocados a los peligros, ¿qué opciones tienen?", se preguntaba retóricamente sobre una hambruna ocurrida en 1611, en la que la gente “vendía a sus hijas e hijos y se comía a sus esposas e hijos”.
Siglos más tarde, durante la Rebelión Taiping (1850-1864), "la carne y los órganos humanos" (obtenidos desmembrando cadáveres o descuartizando a personas secuestradas) "se vendían abiertamente en el mercado" y "algunas personas mataban a sus propios hijos y se los comían" para aliviar su hambre. Los corazones humanos se convirtieron en un plato popular, según algunos que después admitieron libremente haberlos comprado y disfrutado. Zeng Guofan, el general que dirigía el ejército que reprimió la rebelión, confirmó la venta abierta de carne humana en su diario y se quejó incluso en una ocasión de su alto precio, que había vuelto a subir.
Los informes sobre canibalismo y venta de carne humana durante las hambrunas graves continuaron a principios del siglo XX, hasta los últimos años de la China Imperial. Se denunciaron varios casos durante la hambruna del norte de China de 1876-1879, con testigos presenciales que informaron de la venta de carne humana en mercados y carnicerías y varios rumores (no verificados) que indicaban que también podría haberse servido en restaurantes.
Fuera de las hambrunas, la carne de los criminales ejecutados se vendía con frecuencia para el consumo, una costumbre tradicional que perduró hasta el siglo XIX.
La población indígena de Taiwán (que entonces se conocía como Formosa) se rebeló repetidamente contra el dominio chino. El ejército chino reaccionó drásticamente, no solo matando a los presuntos rebeldes, sino también comiendo y vendiendo su carne. El periodista estadounidense James W. Davidson escribió lo siguiente:

Una horrible característica de la campaña contra los salvajes era que los chinos vendían carne de salvaje en el mercado abierto... Después de matar a un salvaje, la cabeza solía separarse del cuerpo y exhibirse... Los captores se repartían el cuerpo y se lo comían, o lo vendían a chinos ricos e incluso a altos funcionarios, que se deshacían de él de la misma manera. El riñón, el hígado, el corazón y las plantas de los pies se consideraban las partes más apetecibles, y normalmente se cortaban en trozos muy pequeños, se hervían y se comían en forma de sopa. La carne y los huesos se hervían, y la primera o la segunda, se convertía en una especie de gelatina... Durante el brote de 1891, se traía carne salvaje en cestas, igual que carne de cerdo, y se vendía como tal en los mercados abiertos de Tokoham ante los ojos de todos, extranjeros incluidos. Parte de la carne se enviaba incluso a Amoy, en el continente, para ponerla a la venta allí. Con frecuencia se vendía en las pequeñas aldeas chinas cercanas a la frontera, y a menudo ante los propios ojos de pacíficos grupos de salvajes que por casualidad se encontraban en el lugar.

Los informes de los periódicos también documentan la venta abierta de carne indígena. Robert des Rotours interpretó estos actos como una muestra del "desprecio por una raza inferior", considerada tan inferior que podía ser tratada como animales.

### DesdesigloXXhasta la actualidad
Se han documentado casos de canibalismo en zonas rurales de China durante la gran hambruna provocada por el Gran Salto Adelante (1958-1962).
Durante la Revolución Cultural de Mao Zedong (1966-1976), los documentos de los gobiernos locales revelaron cientos de incidentes de canibalismo por motivos ideológicos, incluido el canibalismo a gran escala durante la Masacre de Guangxi. Los actos caníbales se produjeron en actos públicos organizados por funcionarios locales del Partido Comunista, en los que la gente participaba para demostrar su pasión revolucionaria. El escritor Zheng Yi documentó muchos de estos incidentes, especialmente los ocurridos en Guangxi, en su libro Memorial Escarlata (1993).
Se dice que algunos budistas tibetanos consumían píldoras hechas de carne humana, motivados por la creencia de que se otorgaban poderes místicos a quienes ingerían carne de brahmán.

## Sumatra y Borneo

### Edad Media

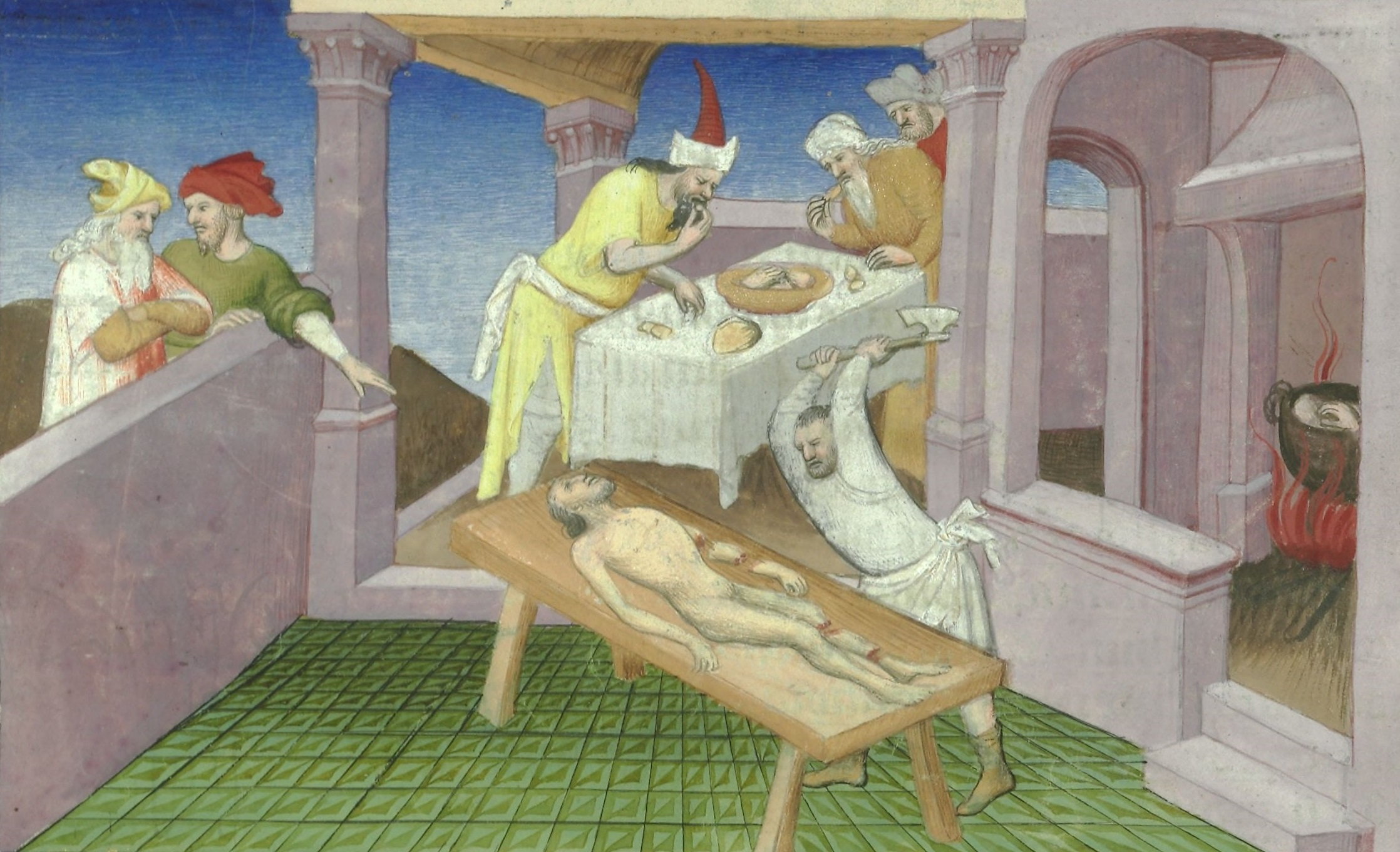
Ilustración de una primera edición del informe de viaje de Odoric de Pordenone, que muestra el canibalismo no en Sumatra, sino en otra isla, posiblemente una de las islas Andamán.

Según Odoric de Pordenone, viajero del siglo XIV, los habitantes de Lambri, un reino del norte de Sumatra, compraban niños a mercaderes extranjeros para "sacrificarlos en los shambles y comérselos". Odoric afirma que el reino era próspero. No faltaban otros alimentos, lo que sugiere que la costumbre estaba motivada por la preferencia por la carne humana y no por el hambre. Su excelente conocimiento de Sumatra, lo que indica que había estado allí. Otras fuentes confirman que en esa época se practicaba el canibalismo en el norte de Sumatra. Al parecer, los mercaderes, aunque probablemente no eran caníbales, no tenían escrúpulos en vender niños esclavos para el "shambles". El relato de Odoric fue utilizado posteriormente por John Mandeville para su Libro de las Maravillas del Mundo.

### Edad Moderna y Periodo Colonial
Cuando el botánico y geólogo germano-holandés Franz Wilhelm Junghuhn visitó Sumatra en la década de 1840, un rajá batak le sirvió una sopa que contenía carne de prisioneros recién sacrificados. El anfitrión se sorprendió al saber que a los europeos no les gustaba comer carne humana, que en Sumatra era alabada por su sabor. En aquella época, se solía comer a los enemigos capturados y a los criminales convictos y algunos hombres ricos compraban personas esclavizadas para engordarlas y consumirlas. Otra fuente sugiere que a los niños capturados o comprados se les lavaba a fondo antes de sacrificarlos y comerlos, pero si parecían suficientemente limpios, se omitía el lavado y se asaban directamente.
Existen varios reportes que indican que los dayak de Borneo comían carne humana, sobre todo durante expediciones de caza de cabezas. James Brooke, que fundó el reino de Sarawak en el noroeste de Borneo, recogió relatos de testigos presenciales sobre el consumo de enemigos muertos tras campañas bélicas. También supo (aunque no por testigos presenciales) que en algunas zonas se servía tradicionalmente un "niño gordo" en Makantaun, un festival anual que se celebraba al final de la temporada de cosecha.
A finales de la década de 1870, el explorador noruego Carl Bock visitó Borneo y conoció a un jefe dayak llamado Sibau Mobang que le contó que "su pueblo no comía carne humana todos los días", sino en el transcurso de "expediciones de caza de cabezas". Mobang acababa de regresar de una expedición de este tipo, en la que, según dijo, "no menos de setenta víctimas, hombres, mujeres y niños", habían sido asesinados y parcialmente devorados. Bock también conoció a una sacerdotisa local que dijo que "las palmas de las manos se consideraban el mejor alimento", junto con "los sesos y la carne de las rodillas"; estas partes se comían siempre, aunque no se comiera el resto del cuerpo. El naturalista Albert S. Bickmore, que viajó por Borneo en la década de 1860, confirmó que algunos grupos dayak practicaban el canibalismo. Tanto los enemigos capturados como los culpables de un delito (como el robo) eran asesinados y devorados por venganza y debido al "apetito" por la carne humana, que se consideraba singularmente sabrosa.

### DesdesigloXXhasta la actualidad
En la película La Mirada del Silencio, de Joshua Oppenheimer, varias de las milicias anticomunistas que participaron en los asesinatos masivos de Indonesia entre 1965 y 1966 afirmaban que beber la sangre de sus víctimas les impedía volverse locos.
Según el periodista Richard Lloyd Parry, durante una masacre de la minoría madurés en la parte Indonesia de Borneo en 1999, "más de doscientas personas, incluidos bebés, fueron decapitados y canibalizados" Parry vio "dos brazos, numerosos trozos de corazón e hígado y un torso desmembrado siendo cocinados al fuego junto a la carretera" en una "barbacoa humana". Conoció a un adolescente dayak que le contó que había ayudado a matar y comerse a cuatro madureses "porque odiamos a los madureses... En la mayoría de los casos, primero les disparamos y luego troceamos el cuerpo. Sabe igual que el pollo". Un maestro dayak explicó que "cuando la gente no respeta nuestras tradiciones, se convierten en enemigos y ya no consideramos humanos a nuestros enemigos. Se convierten en animales a nuestros ojos. Y los dayak comen animales".
Parry también vio al menos siete cabezas cortadas, algunas de ellas aparentemente recogidas apenas unas horas antes y colocadas en "bidones de aceite a ambos lados de la carretera" como trofeos en un renacimiento de la práctica tradicional de la caza de cabezas. El adolescente con el que habló le aseguró que "no matamos bebés", sino solo a los que tienen "unos 13 o 15 años" o más. Sin embargo, se reunió con un jefe de aldea que había "visto a seis o siete niños con la cabeza cortada" y declaró: "Matan a todo el mundo, incluidos los bebés. Les cortan la cabeza y se los comen".
Durante una visita al mercado de un pueblo, Parry vio "un fémur carbonizado... entre las brasas de un fuego" y conoció a un hombre dayak que sostenía "un trozo de lo que dijo que era carne humana" y luego empezó a comérselo. Sin saber cómo reaccionar, Parry preguntó por el sabor y el hombre respondió: "delicioso". Parry comentó que, una vez superado el primer impacto, "lo más devastador del canibalismo y la caza de cabezas no es el miedo y la sangre, sino su terrible y profunda banalidad".
Dos años más tarde, durante el conflicto de Sampit, los dayak volvieron a "lanzarse a matar y decapitar con el objetivo de expulsar a los madureses de la provincia". Según sus propios informes, "mataron a dos mil madureses, en muchos casos cortándoles la cabeza como trofeo, bebiéndose su sangre y arrancándoles el corazón para comérselo allí mismo". Un portavoz dayak declaró que, debido a su ira y resentimiento contra los colonos madureses, "no distinguen entre mujeres o niños. Solo los ven como animales que hay que destruir". Un superviviente madurese lloraba el asesinato de sus hijos y nietos: "Les cortaron la cabeza y luego los descuartizaron y se los llevaron para comer". La policía y el ejército, aunque acudieron al lugar de los hechos, parece que no hicieron nada para detener la violencia hasta que al menos quinientas personas murieron.

## Corea del Norte
Los primeros informes sobre canibalismo generalizado comenzaron a surgir en Corea del Norte durante una grave hambruna a mediados de la década de 1990 y posteriores episodios de inanición. Aunque Kim Jong Il ordenó, al parecer, que se reprimiera el canibalismo en 1996, viajeros chinos informaron de varios casos en 1998. Ese mismo año, varios refugiados norcoreanos contaron que en su barrio había gente que se comía a los niños (propios o huérfanos).
Según desertores, hubo varios casos de canibalismo entre 2006 y 2011 y al menos tres personas fueron ejecutadas por su participación en tales actos. Al parecer, un hombre había matado y devorado a una niña, mientras que otro fue detenido por asesinar a un compañero de trabajo y vender su carne como cordero. A principios de 2013 surgieron nuevos informes sobre canibalismo, entre ellos el de un hombre ejecutado por matar a sus dos hijos para alimentarse.
Existen afirmaciones contradictorias sobre lo extendido que estaba el canibalismo en Corea del Norte a mediados de la década de 1990. Por un lado, las declaraciones de los refugiados sugieren que estaba muy extendido y que a veces se cobraba muchas víctimas. Un hombre contó al periodista Jasper Becker que en mayo de 1997 una pareja había sido "ejecutada por asesinar a cincuenta niños" y vender su carne, "mezclada con carne de cerdo", en el mercado. Por otro lado, Barbara Demick concluyó en su libro Nada que Envidiar: Vidas Ordinarias en Corea del Norte (2010) que, aunque hubo casos reales, la práctica no parece haber estado tan extendida como algunos temían, ya que los rumores exageraban lo ocurrido.

## Soldados japoneses durante la Segunda Guerra Mundial
La Sección Australiana de Crímenes de Guerra del Tribunal de Tokio, dirigida por el fiscal William Webb (el futuro Juez principal), recopiló numerosos informes escritos y testimonios que documentaban actos de canibalismo cometidos por soldados japoneses entre sus propias tropas, así como contra muertos enemigos y prisioneros de guerra aliados en muchas partes de la Esfera de Coprosperidad de la Gran Asia Oriental. En septiembre de 1942, las raciones diarias de los japoneses en Nueva Guinea consistían en 800 gramos de arroz y carne enlatada. Sin embargo, en diciembre había descendido a 50 gramos. Según el historiador Yuki Tanaka, "el canibalismo era a menudo una actividad sistemática llevada a cabo por escuadrones enteros y bajo el mando de oficiales".
En algunos casos, se cortaba la carne de personas vivas. Un prisionero de guerra del Ejército de la India británica, Lance Naik Hatam Ali, testificó que en Nueva Guinea

Los japoneses empezaron a seleccionar prisioneros y cada día sacaban a un prisionero, el cual era asesinado y comido por los soldados. Yo vi personalmente cómo los japoneses se comían a unos cien prisioneros en ese lugar. El resto de nosotros fuimos llevados a otro lugar a unos 80 kilómetros (50 millas) de distancia donde diez prisioneros murieron de enfermedad. En este lugar, los japoneses empezaron de nuevo a seleccionar prisioneros para comérselos. Los seleccionados eran llevados a una choza donde les cortaban la carne del cuerpo mientras estaban vivos y los arrojaban a una zanja donde más tarde morían.

Otro caso bien documentado ocurrió en Chichi-jima en febrero de 1945, cuando soldados japoneses mataron y consumieron a cinco aviadores estadounidenses. Este caso fue investigado en 1947 en un juicio por crímenes de guerra. De los treinta soldados japoneses procesados, cinco (el mayor Matoba, el general Tachibana, el almirante Mori, el capitán Yoshii y el doctor Teraki) fueron declarados culpables y ahorcados. En su libro Pilotos: Una historia real de valor, James Bradley detalla varios casos de canibalismo de prisioneros aliados de la Segunda Guerra Mundial por parte de sus captores japoneses. El autor afirma que esto incluía no solo el canibalismo ritual de los hígados de prisioneros recién asesinados, sino también el canibalismo por mera supervivencia de prisioneros vivos durante varios días, que solo amputaban los miembros cuando era necesario para mantener la carne fresca.
Hay más de cien casos documentados en los archivos del gobierno australiano de soldados japoneses que practicaron el canibalismo con soldados enemigos y civiles en Nueva Guinea durante la guerra. Por ejemplo, un teniente australiano describió cómo descubrió una escena con cuerpos canibalizados, entre los que se encontraba uno "que consistía solo en una cabeza que había sido arrancada del cuero cabelludo y una columna vertebral". Añadió que "en todos los casos, el estado de los restos era tal que no cabe duda de que los cuerpos habían sido desmembrados y partes de la carne cocinadas".
También había un memorándum archivado en el que un general japonés afirmaba que comerse a cualquiera, excepto a los soldados enemigos, se castigaba con la muerte. Tanaka afirma que el canibalismo se practicaba a menudo "para consolidar el sentimiento de grupo de las tropas" más que por la escasez de alimentos y que servía como herramienta de proyección de poder, como reafirmación y señal de la propia fuerza y superioridad sobre aquellos a los que se podía reducir a comida.
Jemadar Abdul Latif (Oficial comisionado del virrey del regimiento 4/9 Jat del ejército británico indio y prisionero de guerra rescatado por los australianos en la bahía de Sepik en 1945) declaró que los soldados japoneses se comían tanto a los prisioneros de guerra indios como a los neoguineanos locales. En el campo para prisioneros de guerra indios de Wewak, donde muchos murieron y diecinueve prisioneros fueron devorados, el médico japonés y el teniente Tumisa enviaban a un prisionero indio fuera del campo, donde era asesinado por un grupo de japoneses. Según el capitán R. U. Pirzai, algunas partes del cuerpo (como el hígado, las nalgas, los muslos, las piernas y los brazos) se cocinaban y se comían.
A principios de 1945, los soldados japoneses obligaron a los coreanos que realizaban trabajos forzados en el atolón de Mili (Islas Marshall) a consumir "carne de ballena", que en realidad era carne humana de otros coreanos muertos. Al darse cuenta de lo ocurrido, los coreanos, enfurecidos, organizaron una rebelión que finalmente fue sofocada y que causó alrededor de cincuenta y cinco muertos.
Por otra parte, los propios soldados japoneses que ocupaban la isla de Joló (Filipinas), también corrían peligro. Uno de ellos, Fujioka Akiyoshi, declaró que los combatientes locales de la resistencia moro mataron a mil soldados durante el primer mes de la ocupación japonesa, después de lo cual les quitaban rutinariamente los dientes de oro para fundirlos y los hígados para consumirlos. Aunque el canibalismo moro parece haber sido en gran medida simbólico y haberse limitado a los hígados, otro soldado japonés, Yano Masami, dejó constancia en su diario de que, para escapar de la inanición, se había comido la carne de un sargento de su grupo que se había suicidado. Fujioka se alegró cuando finalmente pudo rendirse a los estadounidenses, sabiendo que eso significaba escapar del doble riesgo de morir de inanición o de ser asesinado por los combatientes locales.